# Indo-řecké království
Indo-řecké nebo také řecko-indické království, byl státní útvar vytvořený Řeky na území severní Indie. Helénistické království se rozkládalo v severní a severozápadní části Indického subkontinentu přibližně v letech 180 př. n. l.–10 n. l., kdy v něm vládlo postupně více než třicet helénských králů, kteří spolu často soupeřili. Království bylo založeno poté, co řecko-baktrijský král Démétrios I. na počátku 2. století př. n. l. vpadl na indické území. Řekové se v Indii usadili a časem od Řecko-baktrijského království, jehož centrum bylo v oblasti Baktrie, oddělili. Od té doby pojem „Indořecké království“ znázorňuje množství různých menších dynastických městských států, jako například Takšašíla, ve východní části pákistánského Pandžábu či Puškalávatí v Sagale. Těmto městům mohlo vládnout mnoho vládnoucích dynastií a na základě Ptolemaiovy Geografie a seznamů pozdějších řecko-indických králů byla Theophila na jihu pravděpodobně sídlem satrapy, neboli krále.
Během dvou století řecko-indických králů se místní Řekové a Indové promísili. Spolu s nimi se smísily také jejich jazyky a starověké řecké, hinduistické a buddhistické náboženské představy a zvyky, což se odrazilo na archeologických pozůstatcích měst. Indořečtí králové byli vyznavači buddhismu a zdá se, že dosáhli nevídaného stupně nábožensko-kulturního synkretismu, jehož důsledky jsou cítit až do dnešních dnů, obzvlášť během šíření vlivu řecko-buddhistické kultury.
Indořekové jako politická entita zmizeli v těchto oblastech po nájezdech Indoskythů kolem roku 10 př. n. l., ačkoliv malé komunity Řeků pravděpodobně zůstaly po několik dalších století pod nadvládou Indoparthů a Kušánů.

## Předcházející události

### Řecká přítomnost v Indii

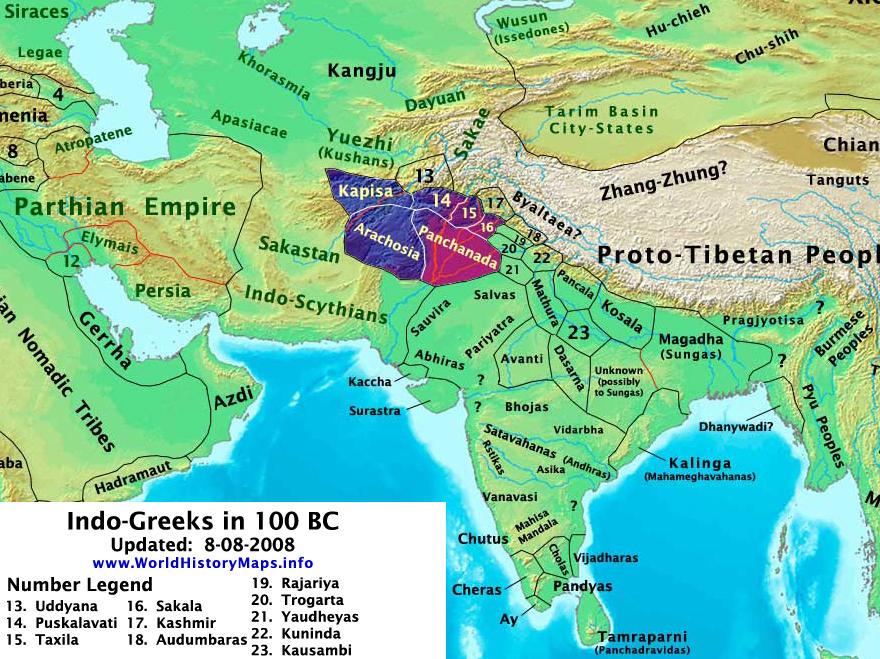
Řecká teritoria v Indii

Roku 326 př. n. l. dobyl Alexandr Veliký severozápadní části Indického subkontinentu až k řece Beas a založil zde několik měst, mezi nimi také Bukefalu, a dosadil zde své satrapy. Indičtí satrapové v Pandžábu byli ponecháni vládě indických monarchů Taxilese a Poruse, a kteří byli znovu potvrzeni Smlouvou z Triparadisu v roce 321 př. n. l., a zbytek řeckých vojsk přítomných v Indii byl ponechán pod velením Alexandrova generála Eudéma. Někdy po roce 321 př. n. l. Eudémos porazil a vystřídal na trůně Taxilése; opustil Indii až o pět let později. Poté vládl řeckým osadám na Indu další generál Peithón, syn Agerónův. Ten však nevládl dlouho a v témže roce jako Eudémos odjel z Indie do Babylónu. Poslední generál Sofytés vládl až do roku 294 př. n. l. Podle indických zdrojů Řekové („Javanové“) pomáhali Čandraguptovi Maurjovi ve svržení dynastie Nanda a nastolení Maurjovské dynastie. Kolem roku 312 př. n. l. se Čandragupta prohlásil vládcem rozsáhlých území v severovýchodní oblasti Indie.
Roku 303 př. n. l. vedl Seleukos I. Níkátor vojsko až k Indu, kde se setkal s Čandraguptou. Setkání skončilo mírovou dohodou, která byla tzv. epigamií (řecky Επιγαμια), což znamenalo buď dynastické manželství, nebo nějakou dohodu o vzájemném sňatku mezi Indy a Řeky. Podle této dohody Seleukos postoupil severovýchodní teritoria Alexandrovy říše Čandraguptovi možná až k oblasti Arachósie. Na oplátku Seleukos získal pět set válečných slonů, kteří poté hráli klíčovou roli v Seleukové vítězství v bitvě u Ipsu.
„Indové obsadili některé země, ležící kolem Indu, které původně patřily Peršanům: Alexandr jich Ariani zbavil, a dosadil tam své vlastní osadníky. Ale Seleukos Níkatór ji dal Čandraguptovi v důsledku manželského svazku a získal za to pět set slonů.“...Strabón 
Také někteří Řekové, mezi nimi například historik Megasthenés následován Deimachem a Dionýsiem, byli odesláni na Čandraguptův dvůr. Oba vládci rovněž pokračovali ve vzájemném obdarovávání se.

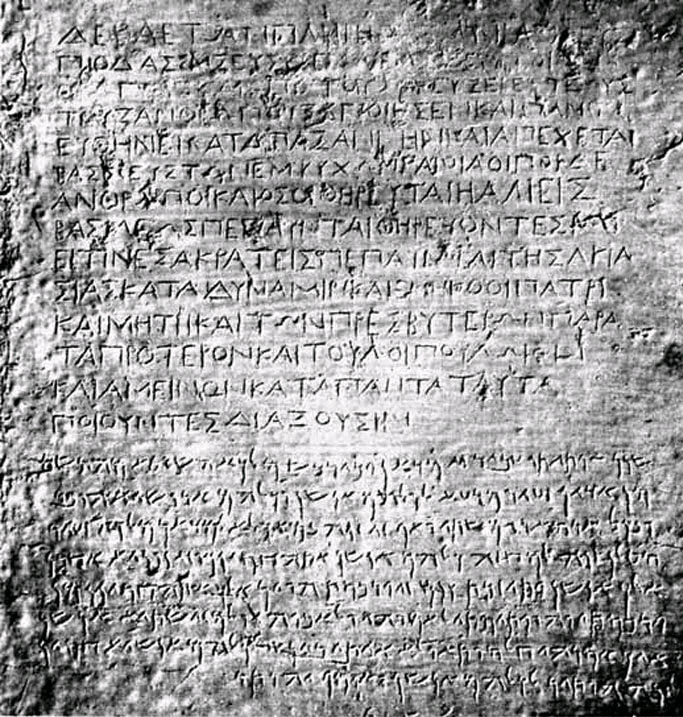
Bilingvní Ašókův skalní nápis z Kandaháry psaný řecky a aramejsky

Řecká populace, která se na severu Indie usadila, zůstala pod maurijskou vládou. Čandraguptův vnuk Ašóka, který přijal buddhismus, začal s jeho šířením pomocí skalních nápisů, z nichž některé jsou napsány řecky, z čehož se dá předpokládat, že část Řeků v Ašókově říši přijala buddhismus:
„Zde, v královské moci mezi Řeky, Kambódžany, Nábhaky, Nábhapamkity, Bhódžhy, Pitiniky, Ándhrapradéšany a Palidy, zde všude lidé následují v dhammě bohům milého (myšleno Ašóku).“...13. skalní Ašókův edikt (S. Dhammika).
V třináctém ediktu Ašóka tvrdí, že odeslal buddhistické vyslance k řeckým vládcům do všech helénských říší až ke Středozemnímu moři. Dvanáctý edikt říká, že v jejich územích vyvinul přírodní medicínu ku prospěchu lidí i zvířat. Zdá se, že Řekové hráli v Indii při šíření buddhismu nemalou úlohu. Někteří z Ašókových vyslanců, například Řek Dharmarakšita je v pálijských pramenech popisován jako vůdčí osoba řeckých buddhistických mnichů aktivním proselytikem. Předpokládá se, že se Řekové také podíleli na sochařské tvorbě Ašókových sloupů a vůbec na všeobecném rozkvětu maurijského umění.
Roku 206 př. n. l. táhla seleukovská armáda pod velením Antiocha III. Velikého znovu do Indie, kde Antiochos přijal válečné slony a jiné dary od krále Sofagaséna:
„On (Antiochos III. Veliký) přešel Kavkaz a sestoupil do Indie, kde obnovil přátelství se Sofagasénem, králem Indů. Dostal také více slonů, až doku jech neměl sto a padesát celkem a více zásobil své oddíly a vydal se znovu se svou armádou na cestu: opustiv Androsthéna z Kyziku, aby splnil svou povinnost dopravit domů pokladnic, kterou tento král souhlasil, že mu ji svěří.“...Polybius

### Řecká vláda v Baktrii

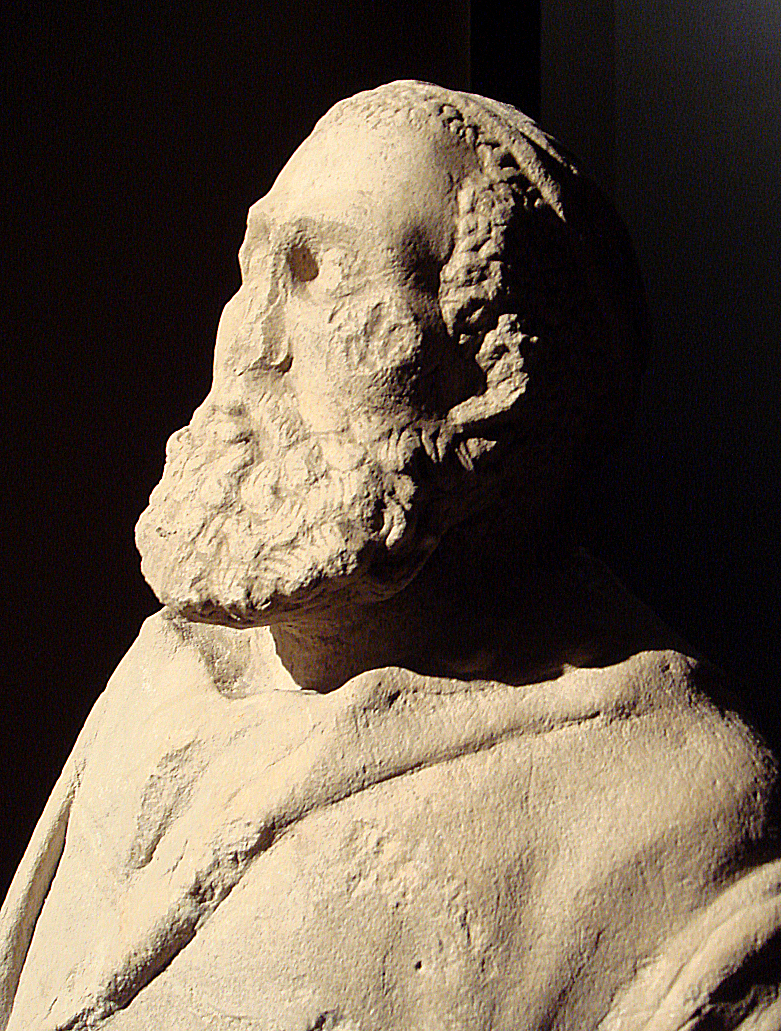
Řecko-baktrijská socha, Ai Khanoum, 2. století př. n. l.

Alexandr poblíž Baktrie založil několik kolonií. Po jeho smrti roku 323 př. n. l. se Baktie stala jednou ze satrapií Seleukovské říše. Okolo roku 250 př. n. l. se jeden ze satrapů Diodotos I. Seleukovcům vzepřel a prohlásil se králem Řecko-baktrijského království. Diodotův syn Diodotos II. byl pak svržen Euthydémem I., který položil základ dynastie Euthydémovců. V době Maurijské říše se v Řecko-baktriském království stále držel silný vliv helénistické kultury, jak dokazují archeologické vykopávky v Ai-Khanoumu.
Řekové v Baktrii tak zůstali s Řeckem v blízkém kontaktu i v době Maurijské říše. Maurijská dynastie byla kolem roku 185 př. n. l. svržena a vlády se ujala dynastie Šungů. Jejím zakladatelem byl Pušjamitra Šunga, který zavraždil posledního maurijského krále Brhadratu. Podle některých buddhistických textů, jako je Ašókavadana, zaujal Pušjamitra vůči buddhismu nepřátelský postoj a buddhisty měl dokonce pronásledovat. Mnohé buddhistické kláštery, jako ty v Nálandě, Bódhgaji, Sarnáthu či Mathuře, měly být přetvořeny na chrámy hinduistické. Podle některých historiků jako je Étienne Lamotte či Romila Thapar jsou však buddhistické zdroje z této doby pojednávající o pronásledování buddhistů přehnané.
Baktrijská říše byla důležitou křižovatkou obchodu hedvábné cesty. Hedvábí, keramika, porcelán, umělecké motivy, amulety, ingoty kovů, drahocenné látky, drahokamy jako safír, spinel, rubín, nefrit, lapis lazuli, cenné křemeny, hindukúšský smaragd, zlato, nauky a urbanistické ideje proudily skrze toto území na všechny strany tehdejšího světa. (Přednáška R. Nový, Praha, Lidová univerzita Městské knihovny, téma buddhismus, řecká mystéria, védské nauky a civilizace starověku).

## Dějiny Indo-řeckého království

### Démétrios I.

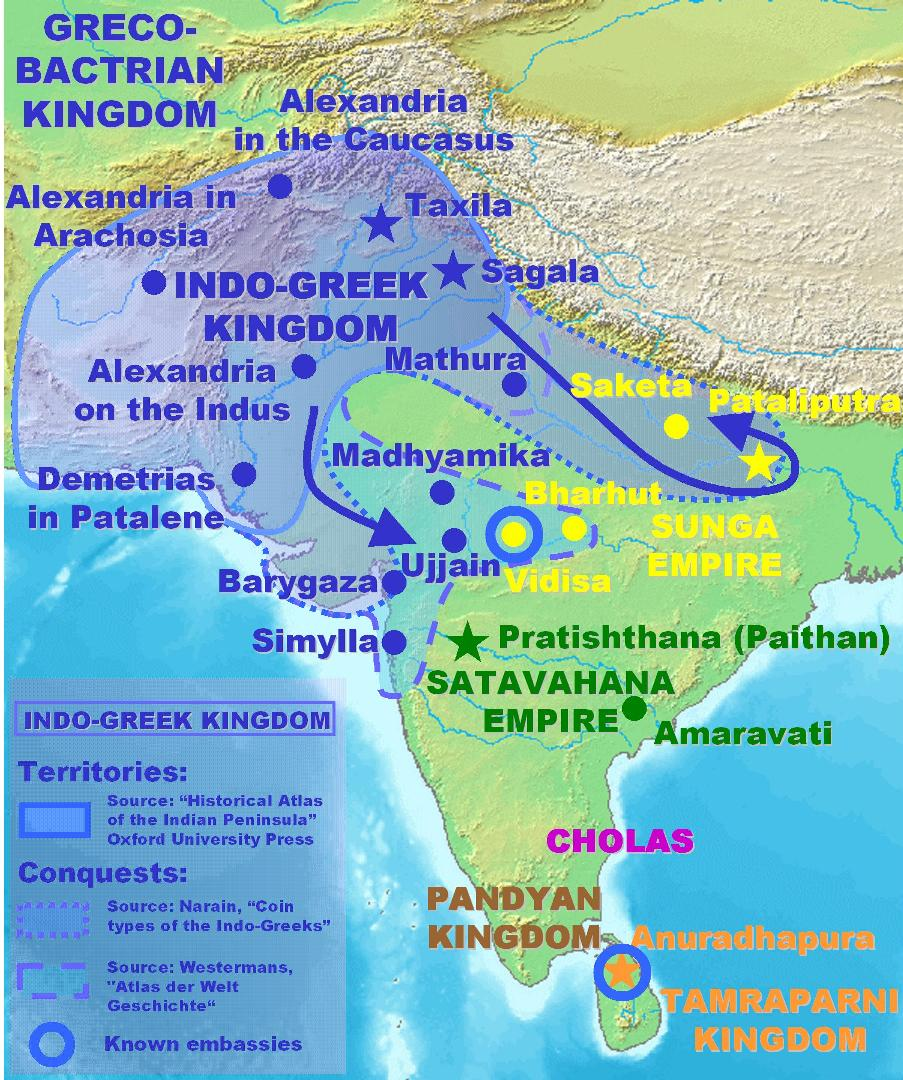
Indo-řecké království a vpády na indické území

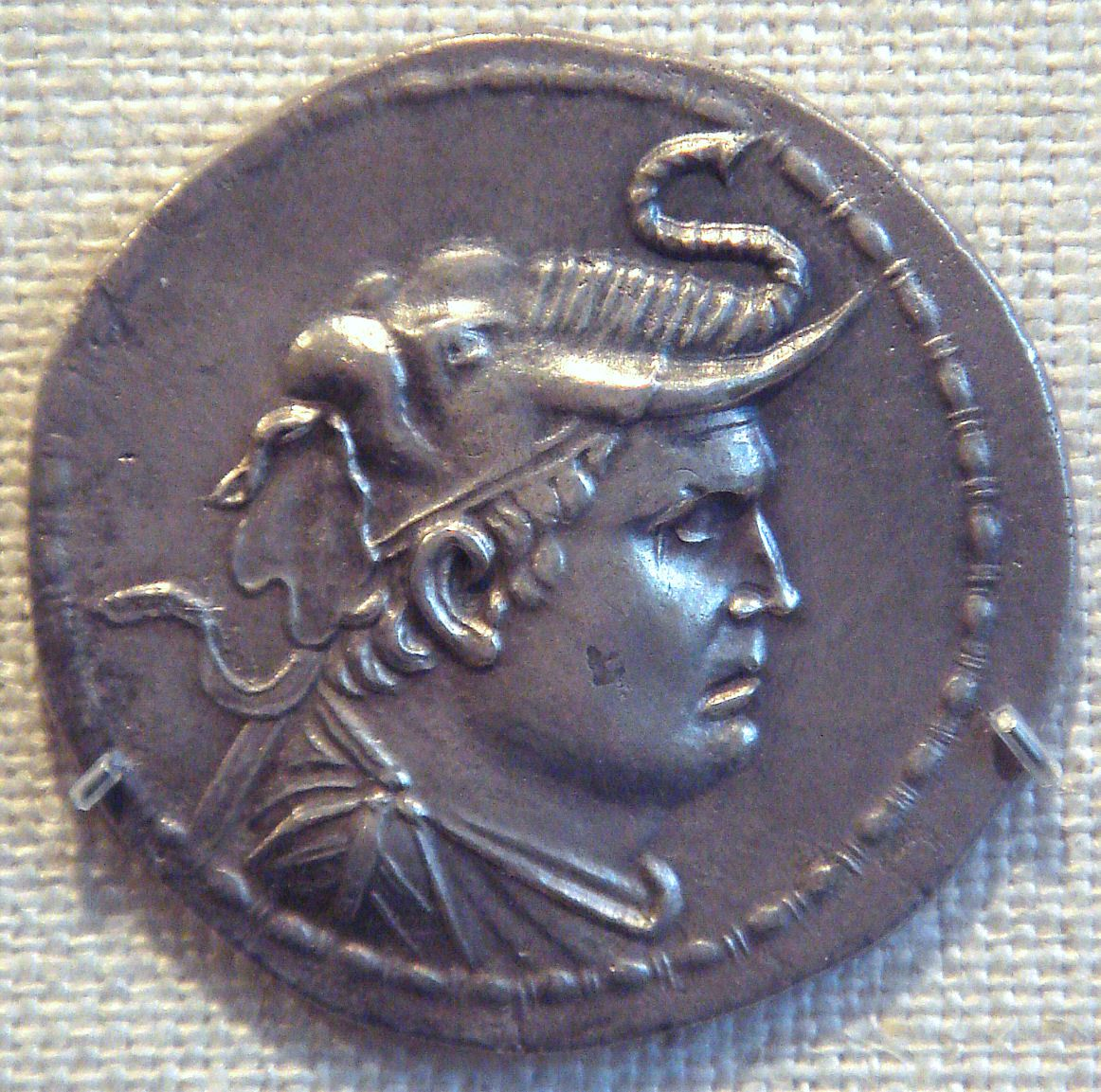
Démétrios na dobové minci se sloní přilbou, symbolizující jeho dobyvačné výpravy do Indie

Když dynastii Maurjů nahradila kolem roku 185 př. n. l. dynastie Šungů, armáda Démétria prvního, syna Euthydéma I., vpadla na území Indie a zmocnila se Arachózie, Gedrózie, Sindhu a Paňdžábu. Poté Démétrios I. vytáhl proti Patáliputře, hlavním městě Šungů. Mezitím byl v Baktrii Eukratidém sesazen z trůnu Démétriův bratr Antimachos I., čímž skončila vláda dynastie Euthydémovců a válečné tažení v Indii bylo vážně narušeno. Démétrios se rozhodl upustit od záměru dobýt území dynastie Šungů a obrátil se na Baktrii. Při pokusu o navrácení vlády do rukou Euthydémovců byl v roce 170 př. n. l. Démétrios poražen a zabit. V Arachózii i kábulském údolí byly nalezeny mince z jeho doby, na kterých bývá Démétrios zobrazen ve sloní přilbě, která má připomínat jeho dobytí Indie.

### Doba po Démétriovi
Po Démétriově smrti se země rozpadla na několik menších království, které spolu soupeřily o moc. Na východě tak vzniklo království, které se rozkládalo převážně na indickém území, jehož král Apollódotus I. se tak stal prvním králem Indo-řeckého království nezávislým na Baktrii. Z jeho doby se dochovalo velké množství numismatického materiálu. Po Apollódotovi či případně souběžně s ním vládl Antimachos II., pravděpodobně syn baktrijského krále Antimacha I.
Dalším významným panovníkem Indo-řeckého království se stal Menandros I. Sótér (okolo 165–155 př. n. l.), známý z indických zdrojů jako Milinda, jehož mince byly nalezeny dokonce až ve východním Paňdžábu. Menandros pravděpodobně zahájil druhou vlnu dobyvačných výprav. Podle Apollódura, který je citován v díle Strabóna, se tehdejší území Indo-řeckého království rozpínalo na území Sindhu a Gudžarátu. Podle archeologických nálezů se však dá potvrdit rozsah říše od kábulského údolí k východnímu Paňdžábu a pokud Řekové obývali území i mimo tyto regiony, bylo to jen na krátkou dobu. Menandros byl asi nejvýznamnější z indo-řeckých králů. Významně rozšířil území říše a jeho mince byly nalezeny na mnoha místech. V době Menandrovy vlády skončila územní expanze Indo-řeckého království.
Západní i indické zdroje hovoří též o tom, že je možné, že se Indo-Řekové zmocnili Patáliputry, sídelního města Šungů. Pokud ano, nebylo by to na dlouho kvůli válkám na vlastním území Indo-Řeků.

### Úpadek
Od 2. století př. n. l. začali na území Baktrie pronikat ze severu Skythové a později Jue-č'ové. Tyto kmeny postupně Řeky úplně vytlačily. Parthové hráli také hlavní roli při pádu Baktrijského království.
Menandros dosáhl silného postavení, ale jeho nástupci již nevládli tak silnou rukou jako on. Indo-řecké království, z části chráněné pohořím Hindúkúše, bylo relativně chráněno před invazí severních kmenů, avšak stále jej sužovaly občanské války mezi Řeky. Oslabené Indo-řecké království tak za nedlouho podlehlo Skythské invazi. Poslední území, jež ovládal řecký vládce (Hermaios), bylo vyvráceno v první polovině 1. století.